# Bursera howellii
Bursera howellii là một loài thực vật có hoa trong họ Burseraceae. Loài này được Standl. mô tả khoa học đầu tiên năm 1944.